# Ixora brandisiana
Ixora brandisiana är en måreväxtart som beskrevs av Wilhelm Sulpiz Kurz. Ixora brandisiana ingår i släktet Ixora och familjen måreväxter. Inga underarter finns listade i Catalogue of Life.